# Pingtang-Brücke
Die Pingtang-Brücke (chinesisch 平塘特大桥) führt den Yu’an Expressway (S 62) im Kreis Pingtang in der Provinz Guizhou, Volksrepublik China in einer Höhe von 305 m über den Fluss Baijin (alternativer Name Caodu). Sie gehört damit zu den höchsten Brücken der Welt.
Etwa 25 km Luftlinie südwestlich von ihr steht das FAST, das mit einem 520 m weiten Spiegel größte Radioteleskop der Welt.

## Beschreibung

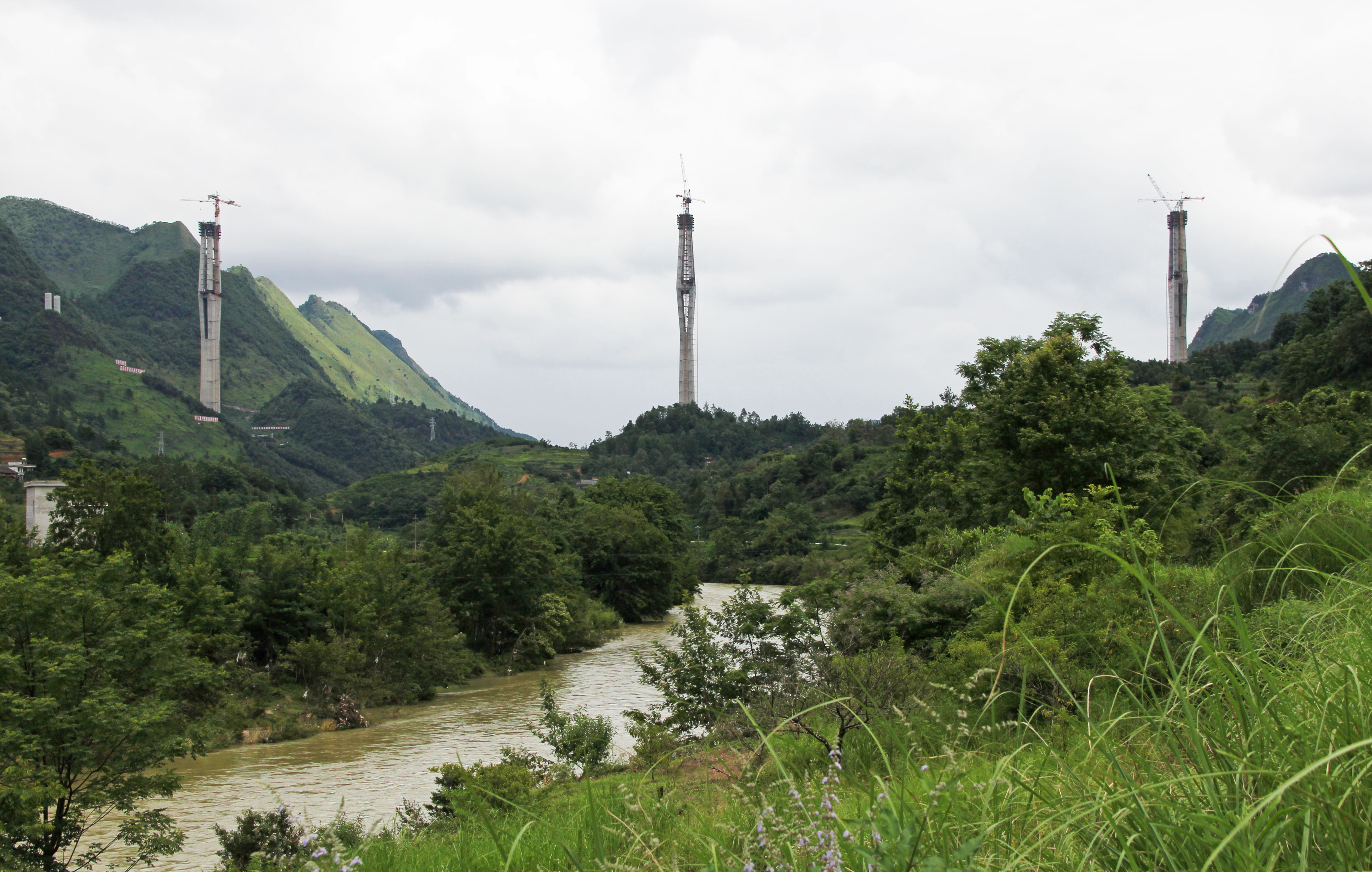
Bau der Pingtang-Brücke (2018)

Die 2135 m lange und 30,2 m breite Autobahnbrücke hat in jeder Fahrtrichtung zwei Fahrstreifen und einen Pannenstreifen. Die schmalen Gehwege dienen nur dem Wartungspersonal; sie werden durch die Verankerung der Schrägseile und deren Schwingungsdämpfer eingeengt. Am westlichen Ende der Brücke schließen sich unmittelbar die Tunnelröhren des Expressway an, am östlichen Ende befindet sich vor den Tunneln die Ausfahrt zu dem in eine Mulde zwischen den Bergkuppen gelegenen Besucherzentrum.
Die zwischen 2016 und 2019 gebaute Schrägseilbrücke hat drei Stahlbeton-Pylone, die 332 m, 320 m und 298 m hoch sind und die Fahrbahn um 145,20 m überragen. Sie erinnern in der Formgebung an die Pylone der Rio-Andirrio-Brücke und des Viaduc de Millau. Der Pylon P2 des Viaduc de Millau ist mit 343 m zwar immer noch der höchste der Welt, aber er besteht oberhalb der Fahrbahn aus einer stählernen Spitze. Die Pylone der Pingtang Brücke bestehen dagegen vollständig aus Beton und sind damit die höchsten Betonbrückenpfeiler der Welt.
An die Schrägseilbrücke schließt sich eine Spannbeton-Balkenbrücke über dem östlichen Talhang an.
Von West nach Ost hat die Brücke Pfeilerachsabstände von 249,50 + 550,00 + 550,00 + 249,50 + 13 × 40,00 m.
Die Fahrbahnträger der Schrägseilbrücke sind eine 2,92 m hohe Verbundkonstruktion aus einem stählernen Trägerrost, einer orthotropen Platte und einer 28 bis 44 cm dicken Betonplatte.
Zunächst wurden die drei Pylone gebaut. Der Fahrbahnträger wurde anschließend, beginnend an den Pylonen, abschnittweise im Freivorbau angebaut und an den Schrägseilen befestigt.